# Tuscarawas, Ohio
Tuscarawas là một làng thuộc quận Tuscarawas, tiểu bang Ohio, Hoa Kỳ. Năm 2010, dân số của làng này là 1056 người.

## Dân số
- Dân số năm 2000: 934 người.
- Dân số năm 2010: 1056 người.